# Flötenfische
Die Flötenfische (Fistularia), auch Flötenmäuler genannt, sind eine Gattung von Raubfischen, die zur monotypischen Familie Fistulariidae in der Ordnung der Seenadelartigen (Syngnathiformes) gehören. 

## Merkmale
Ähnlich wie die Trompetenfische zeichnen sie sich durch einen langen, schlanken Körper aus, der bis zu 1,7 Meter lang werden kann. Auf der Höhe der großen Augen weist der Körper eine Verdickung auf. Die Färbung reicht von hellem Grau bis zu sanften Blau- oder Grüntönen. Zur Tarnung können die Tiere auch leichte Fleckenmuster annehmen. 

## Lebensweise
Sie kommen in allen tropischen Meeren vor. Man findet Flötenfische auf küstennahen Riffterrassen und in Lagunen, wo sie meist einzeln, gelegentlich auch in kleinen Gruppen anzutreffen sind. Sie ernähren sich von kleineren Fischen und Krebsen. Bei der Jagd lassen sie sich gelegentlich treibholzartig in die Nähe von Fischschwärmen treiben, um dann plötzlich nach vorne zu schnellen und Beute zu machen.

## Arten
- Glatter Flötenfisch (Fistularia commersonii Rüppell, 1838), bis 1,60 Meter lang, Indopazifik, Rotes Meer, eingewandert ins Mittelmeer
- Fistularia corneta  Gilbert & Starks, 1904, bis 1,06 Meter lang, östlicher Pazifik von der Baja California bis Peru
- Rauer Flötenfisch (Fistularia petimba Lacépède, 1803), bis 2 Meter lang, tropischer  Atlantik und Indopazifik.
- Blaupunkt-Flötenfisch (Fistularia tabacaria Linnaeus, 1758), bis 2 Meter lang, tropischer Atlantik